# 巨人たちの星
『巨人たちの星』（きょじんたちのほし、原題：Giants' Star）は、ジェイムズ・P・ホーガンによるSF小説。『星を継ぐもの』『ガニメデの優しい巨人』の続編にあたる。

## あらすじ
プロローグ
（前作『ガニメデの優しい巨人』にて）わずかな根拠を頼りに太陽系を離れ、同胞が移り住んだと思われる巨人の星へ向かうガニメアン一行と彼らを乗せる宇宙船シャピアロン号は突然時空の歪に落ち込んだ。為す術もなく彷徨うシャピアロン号はやがて通常空間に復帰するが……そこは、目的地の巨人の星だった。
一方、巨人の星の実在を確認した地球人類は、巨人の星に宛てて地球の情報を含むメッセージを送り続けた。この試みは3か月の沈黙の後に巨人の星からの返信という予想外の結果をもたらした。この返信は地球の通信フォーマットに則っていた上、英語で記述されていた。
序盤
地球人類が遥か昔から彼らに動向を見守られていたという事実が明らかになるが、交信を重ねて行くにつれ巨人たちが地球人類に不信感も抱いている事が露わになる。一方で、本来なら人類を代表してその不信感を払拭する立場にある国連の動きは消極的で、一向に進展する気配を見せなかった。これに業を煮やしたアメリカ政府の依頼を受けたハントは別のチャンネルを使って秘密裏に巨人の星と接触し、彼らを地球に招待する。
極寒のアラスカの人里離れた基地で待つハントやダンチェッカーらの前に舞い降りて来たのは、巨人の星から送り込まれてきた、超光速通信を介して遠隔地をリアルタイムに結ぶ「知覚伝送装置パーセプトロンの端末」であった。これを利用することで、巨人の星との間に秘密裏にホットラインが開設され、ハントらは、ガニメアンの子孫で今は巨人の星ことテューリアンに住む種族の代表者カラザーと対面、後にシャピアロン号のガニメアンの面々とも再会を果たす。
中盤
ハントらは地球に関する情報の歪曲の背後に地球人類とも巨人たちとも異なる第三勢力の存在があるという推論を披露し、カラザーはそれが真実であると認めた。彼らは惑星ジェヴレンに住むジェヴレン人と呼ばれる人類で、かつてミネルバを二分して争った一方の勢力、ランビアの子孫であり、同じ人類として長らく地球の監視にあたっていた。彼らはミネルバ崩壊後に太陽系に残留し地球に帰還したもう一方の勢力、セリオスのその後の様子をテューリアンに報告していたが、その内容は著しく歪曲されていた。地球からテューリアンに向けて直接放たれたメッセージによってそれが明るみになった事で、急遽ホットラインを開設する決定がなされたとカラザーたちは語った。
また、ジェヴレン人が地球人類の歴史に干渉していた事が明らかになった。数千年来地球に潜入したジェヴレン人たちは、高度な技術を魔術や奇術として披露し、宗教を使って人類を惑わし、迷信を教え込んで合理的思考を奪い、あるいは資本を独占して富を収奪して人類を貧困に陥れ、また科学技術の発達を妨げていた一方で兵器の開発を促し、人類の進歩を妨害し自滅させる方向に誘導すべく歴史を裏から支配していたという。
また、その目論見が外れた20世紀以降は逆に地球の平和運動を推進し「地球人類の武装解除」を進めて無防備にする一方で、テューリアンたちに対しては「地球人類の軍拡による危険の拡大」を吹聴し、これに対抗する名目で「高度な科学技術」を引き出していた事が明らかになった。彼らの行動の背景には5万年前にミネルバで対立したセリオスとその子孫への昔年の恨みがあった。
終盤
ジェヴレン人の最終目的は定かではないが、これまでの悪行が悟られたとなれば、彼らはその目的に向けて秘めていた企てを直ちに実行に移すかも知れない。既に彼らは、鉱物資源に富む工業惑星アッタンで航宙艦を量産して戦力を充実させ、またテューリアンから引き出した高度な重力制御技術を応用した、究極の最終兵器の完成を急いでいる。対して巨人の星のカラザーらテューリアンは、生来争いを好まず戦いの備えはない。翻って地球人類は宇宙に進出して間もなく備えが全くない。圧倒的優位に立つジェヴレンは航宙艦を派遣してテューリアンを包囲し降伏勧告を突き付ける。
ハントら地球人とシャピアロン号のガニメアンは、この逆境を覆すべく、ジェヴレン人が戦略から日常の生活まであらゆる事柄をコンピュータ・ネットワークジェヴェックスに依存していることを逆手にとった作戦を立案して実施する。
手始めにジェヴレンの支配体制に不満を抱いていたソ連の科学者ヴェリコフを味方に引き入れ、それ以外の地球の各国に潜入していた工作員たちも拘束する。
ジェヴレン圏に潜入したシャピアロン号が密かにネットワークに接触してジェヴェックスをクラッキングし、軍拡を推し進め大艦隊を保有する地球の脅威という虚構を実際の情報であると書き換え、テューリアンの助力を得てワープした地球軍が一両日中にもジェヴレンに攻め寄せるとジェヴェックスに信じ込ませてジェヴレン人を混乱に陥れた。
計略は功を奏し、驚愕した総裁ブローヒリオをはじめとするジェヴレンの上層部は逃走、その途上でワープを試みるもテューリアン側の妨害に遭い、その鬩ぎあいの混乱の中で生じた時空の亀裂に飲み込まれ何処かへと姿を消す。
彼らの行方はブローヒリオらを追跡して共に亀裂に飲み込まれた無人機から最後に送られてきた画像を解析した結果、判明する。そこに写っていたのは、およそ5万年前、大戦によって消滅する数百年前のミネルヴァだった。これはブローヒリオらジェヴレンの支配者が過去のミネルヴァに行きつき、ルナリアンを扇動組織化した事がセリオスとランビアの二極対立の発端を作った、という皮肉な因果を示唆していた。
かくして、地球人類とジェヴレン人の運命は時空間を跨いだ輪廻の中にあった事が明らかとなった。

## 日本語訳書
巨人たちの星シリーズ 東京創元社 創元SF文庫、池央耿訳。カバー絵：加藤直之
- 巨人たちの星 1983年5月。改版2023年9月 ISBN 4488663338

## 漫画
星野之宣が『星を継ぐもの』のタイトルで『ガニメデの優しい巨人』『巨人たちの星』までを含めて漫画化している。